# فرودگاه بین‌المللی الدورت
فرودگاه بین‌المللی الدورت (به انگلیسی: Eldoret International Airport) یک فرودگاه همگانی، غیرنظامی با کد یاتا EDL است که یک باند فرود آسفالت دارد و طول باند آن ۳۴۷۵ متر است. این فرودگاه در شهر الدورت، کنیا کشور کنیا قرار دارد و در ارتفاع ۲۱۵۰ متری از سطح دریا واقع شده است.

## شرکت‌های هواپیمایی و مقصدهای پروازی
| شرکت‌های هواپیمایی | مقصدهای پروازی              |
| ----------------- | --------------------------- |
| Fly540            | جومو کنیاتا، کیسومو, لودوار |
| Jambo Jet         | جومو کنیاتا                 |
| Skyward Express   | ویلسون لودوار               |

### Cargo airlines
| شرکت‌های هواپیمایی | مقصدهای پروازی      |
| ----------------- | ------------------- |
| امارات اسکای‌کارگو | آل مکتوم            |
| هواپیمایی اتحاد   | ابوظبی، جومو کنیاتا |